# جایزه استاد مکانیک چارلز تایلور
جایزه استاد مکانیک چارلز تایلور جایزه‌ای است که توسط اداره هوانوردی فدرال آمریکا به افتخار چارلز تایلور (نخستین مکانیک هوانوردی برای هواپیمای تقویت شده) اهدا می‌شود. چارلز تایلور مکانیک برادران رایت بود. بر این اساس، طراحی و ساخت نخستین موتور برای پرواز موفق یک هواپیما به او نسبت داده می‌شود.
برای دریافت این جایزه، فرد باید:
- ۵۰ سال از عمر خود را به عنوان یک فرد معتبر در امور تعمیر و نگهداری هواپیما صرف کرده باشد.
- به مدت ۳۰ سال از سوی اداره هوانوردی فدارل آمریکا به عنوان مکانیک یا تعمیر کار تایید شده باشد.[۱]